# King Bach
Pour les articles homonymes, voir Bach (homonymie).
Andrew B. Bachelor, dit King Bach, né le 26 juin 1988 à Toronto au Canada, est un acteur canado-américain révélé par ses talents d'acteur sur l'application Vine étant le compte le plus suivi avant la fermeture de l’application. Il continuera de publier ses vidéos sur YouTube.

## Biographie
Fils d'Ingrid Mourice et Byron Bachelor, tous deux jamaïcains, Andrew Bachelor nait dans le quartier de Rexdale à Toronto, en Ontario, il a une sœur cadette prénommée Christina. Il a deux ans lorsqu'il déménage avec sa famille à West Palm Beach, en Floride.
Il a fréquenté la Coral Springs Charter School pour le collège et le lycée. Après ses études secondaires, Andrew Bachelor s'inscrit à l'Université d'État de Floride, où il pratique le saut en hauteur. Il y devient membre de la fraternité Phi Beta Sigma. Durant ses études, il fait ses premiers pas sur scène au sein de la troupe de comédie 30in60, ainsi que d'un groupe d'acteurs appelé Black Actor’s Guild. Il joue des sketchs humoristiques avec sa troupe sur le campus. Il est diplômé de l'Université d'État de Floride en 2010, avec un diplôme en gestion d'entreprise. Par la suite, il s'inscrit à un programme d'études supérieures à la New York Film Academy, mais abandonne au cours de son dernier semestre et déménage à Los Angeles. Il a ensuite étudié l'improvisation théâtrale au sein de la troupe The Groundlings fondée par Gary Austin en 1974, s'inspirant des techniques de The Second City.
Il a été initié à l'application Vine par Brittany Furlan qui sera déclarée par Time en 2015 comme l'une des personnes les plus influentes sur Internet. Il a en son tour remporté le titre de personne la plus suivie sur Vine en mars 2015. Bien que mieux connu pour ses activités sur Vine, Andrew Bachelor est également connu pour sa chaîne YouTube.
Sa célébrité sur Vine l'a conduit à signer avec UTA et à décrocher un rôle dans la série télévisée House of Lies. Il fut également invité régulier de Wild 'n Out sur MTV2 et de Black Jesus sur Adult Swim
, et avait un rôle récurrent dans The Mindy Project. Bachelor a également tenu un rôle dans Cinquante nuances de black en 2016, et était un hôte invité spécial pour la version relancée de Punk'd : Stars piégées sur BET. Il joue son propre rôle dans le film de 2015 We Are Your Friends.

## Filmographie

### Sur internet
- 2010 : Angel
- 2011 : The Intruder : Leo
- 2011 : SuperCrew : Young Drizzle
- 2011 : Carlos & Brandi : Edward III
- 2011 : Blindfold : Fighter
- 2012 : Agent Steele : Steele
- 2012 : Shock Talk : Jeremy
- 2013 : The Superhero : Superhero
- 2014 : Facebook Is Not Your Friend : Sean Groomes
- 2020 : Cofee and Kareem

### À la télévision
- 2011-2012 : Fail : C.K. (6 épisodes)
- 2012 : Handsome Police : M. Santiago (1 épisode)
- 2012-2013 : King Bachelor's Pad (5 épisodes)
- 2014 : House of Lies : Chris (4 épisodes)
- 2014 : Black Jesus (en) : Trayvon (10 épisodes)
- 2014-2015 : The Mindy Project : T.J. (5 épisodes)
- 2015 : The Soul Man : Travis Fontana (1 épisode)
- 2015 : Resident Advisors : Sam (7 épisodes)
- 2020 : The Walking Dead : Bailey (1 épisode)
- 2021 : Creepshow : Jackson (1 épisode)
- 2022 : Grounded : Darrion Willis (3 épisodes)
- 2024 : The Walking Dead: The Ones Who Live : Bailey (1 épisode)

### Au cinéma
- 2015 : Grow House : Andy
- 2015 : Meet the Blacks : Freezee
- 2015 : We Are Your Friends
- 2015 : Fifty Shades of Black
- 2016 : Blue Weekend : Alfonso
- 2017 : The Babysitter : John Baptiste
- 2017 : Shot Caller: Convicted fellon
- 2018 : When We First Met de Ari Sandel : Max
- 2018 : À tous les garçons que j'ai aimés (To All the Boys I've Loved Before) : Greg Rivera
- 2019 : Le Bout du monde (Rim of the World) de McG : Logan
- 2020 : The Babysitter: Killer Queen de McG : John Baptiste
- 2020 : Greenland - Le dernier refuge de Ric Roman Waugh : Colin
- 2021 : Vacation friends de Clay Tarver : Gabe
- 2023 : Family Switch de McG